# ريزدنت إيفل: ريفليشنز
ريزدنت إيفل: ريفليشنز (بالإنجليزية: Resident Evil: Revelations)‏، والتي تعرف في اليابان كـبايوهازرد: ريفليشنز (بالإنجليزية: Biohazard Revelations‎؛ باليابانية: バイオ ハザード リベレーションズ)، هي لعبة فيديو من نوع رعب البقاء التي صدرت على نينتندو 3دي إس. اللعبة هي الجزء الثامن في سلسلة « ريزدنت إيفل »، ومن تطوير ونشر شركة كابكوم. صدرت لعبة في 26 يناير عام 2012 في اليابان، 27 يناير 2012 في أوروبا، 2 فبراير 2012 في أستراليا و7 فبراير 2012 في أمريكا الشمالية.
في مايو 2013، تم إصدار نسخة عالي الوضوح للعبة على أنظمة بلاي ستيشن 3، و‌وي يو، و‌إكس بوكس 360، و‌مايكروسوفت ويندوز.

## شخصيات اللعبة
1- جيل فالنتاين : في هذا الجزء الجديد سوف يتم إرسالها من قبل منظمة أمن الإرهاب الحيوي (BSAA) إلي سفينة (SS Queen Zenobia) التي تم نشر فيروس بها ويصاحبها شريكها باركر (Parker Luciani) , وذلك بعد أن فقدت المنظمة الاتصال مع العميلين كريس وجيسيكا.
2- باركر : باركر هو عضو في تحالف أمن الإرهاب الحيوي وعضو سابق في (FBC) وهو شريك جيل في مهمتها الجديدة حول البحث عن كريس الذي تم فقد الاتصال معه، حيث يتجه مع جيل إلي البحر الأبيض المتوسط وبالأخص نحو سفينة الملكة (Zenobia) وسوف يسقط بعد سلسلة من الانفجار ولكن ريموند سوف ينقذه ويتوجه عائما إلي شوطي دولة مالطا وبعد شهر من الاستشفاء سوف يعود مرة أخرى إلي ممارسة عمله في منظمة أمن الإرهاب (B.S.A.A).
3- كريس ريدفيلد : مهمته في هذا الجزء فسوف يتم إرساله من قبل منظمة أمن الإرهاب الحيوي (BSAA) إلي سفينة (SS Queen Zenobia) التي تم نشر فيروس بها كما تصاحبه في هذه المهمة شريكته جيسيكا (Jessica Sherawat) , ولكن يفقد الاثنين الاتصال مع تحالف من الإرهاب الحيوي مما يجعل التحالف يرسل جيل وباركر لتفقد الاثنين.
4- جيسيكا : جيسيكا هي عضو في تحالف أمن الإرهاب الحيوي وعضو سابق في (FBC) وهي شريكة كريس في مهمة البحث عن منظمة (Veltro) وذلك نظرا لخبرتها في التعامل مع هذه المنظمة والتي سبق وأن قامت وأبادتهم خلال عملية مدينة (Terragrigia) في عام 2004 , وهي خائنة حيث تعمل مع شركة مجهولة تبحث عن جيل وكريس وباركر، ومع نهاية اللعبة ستجدها تجلس في مقهى وتقابل ريموند الذي يعطيها عينة من الفيروس، كما تسأله عن سبب إنقاذه لباركر ويخبرها أنه عنده أسبابه الخاصة لفعل ذلك.
5- مورغان : هو رئيس (FBC) وعنده سلطة مطلقة، يتميز بالعجرفة لكن لا يوجد شخص يستطيع الوقوف ضده أو مناقشته في الأوامر، وهذا الجنرال كان يشرف علي عملية أبادة منظمة (Veltro) ووضع مدينة (Terragrigia) تحت الحجر الصحي.
6- جاك نورمان : هو الرجل المقنع الذي أرسل فيديو إلي تحالف أمن الإرهاب الحيوي (B.S.A.A) ويخبرهم فيه أنه سيقوم بتلويث خمس ماء العالم بفيروس (T-Abyss) عن طريق تحول الأسماك إلي وحوش فتاكة، وكما يبدو أنه زعيم لمنظمة (Il Veltro) الإرهابية.
7- رايموند : هو وكيل لجنة الإرهاب الحيوي الاتحادية ويتميز بالهدوء وذو نظرة حادة، ويظهر لأول مرة في السلسة عندما يفاجئ به باركر وجيل علي متن السفينة، حيث يفاجئ جيل بالهجوم عليها ولكنه في النهاية ينسحب نظرا لعلاقته بباركر أثناء العمل معا في قسم (FBC) , ومع نهاية اللعبة ستجده يجلس في مقهى ويقابل جيسيكا يعطيها عينة من الفيروس (T-Abyss virus) , كما تسأله جيسيكا عن سبب إنقاذه لباركر ويخبرها أنه عنده أسبابه الخاصة لفعل ذلك.

## وصلات خارجية
- ريزدنت إيفل: ريفليشنز على موقع IMDb (الإنجليزية)

- الموقع الرسمي
- الموقع الرسمي
- اللعبة في موقع آي جي إن